# 史提夫·卡爾 (導演)
史蒂夫·卡爾（英語：Steve Carr，1962年—）是美國電影導演和製作人，作品大多是喜劇和家庭流派。

## 影視作品
| - 《瘋狂星期五》 (2000) - 《怪醫杜立德2》 (2001) - 《奶爸安親班》 (2003) - 《Rebound》 (2005) - 《Are We Done Yet?》 (2007) - 《百货战警》 (2009) - 《My Mother's Red Hat》 (2009) - 《激愛543》 (2013) | - 《Mama's Boy》（執行製作人） - 《Joseph Henry》（執行製作人） - 《Are We Done Yet?》（執行製作人） - 《Santa Baby》（執行製作人） |

## 外部連結
- 史提夫·卡爾在互联网电影资料库（IMDb）上的資料（英文）